# Michel Jourdain Jr.
Michel Jourdain, Jr., né le 2 septembre 1976 à Mexico, est un pilote automobile mexicain d'origine belge.

## Carrière
- 1996 : IndyCar Series, 20e
- 1997 : Champ Car, 29e
- 1998 : Champ Car, 24e
- 1999 : Champ Car, 25e
- 2000 : Champ Car, 21e
- 2001 : Champ Car, 20e
- 2002 : Champ Car, 10e
- 2003 : Champ Car, 3e (2 victoires)
- 2004 : Champ Car, 12e
- 2005 : NASCAR Bush Series
- 2006 : NASCAR Bush Series
- 2007 : WTCC, 18e

## Résultats aux500 milesd'Indianapolis
| Année | Châssis | Moteur        | Départ | Arrivée | Équipe                         |
| ----- | ------- | ------------- | ------ | ------- | ------------------------------ |
| 1996  | Lola    | Cosworth-Ford | 8      | 13      | Team Scandia                   |
| 2012  | Dallara | Honda         | 22     | 19      | Rahal Letterman Lanigan Racing |